# Koikoik

Klasszikus koikoi férfi (1899)

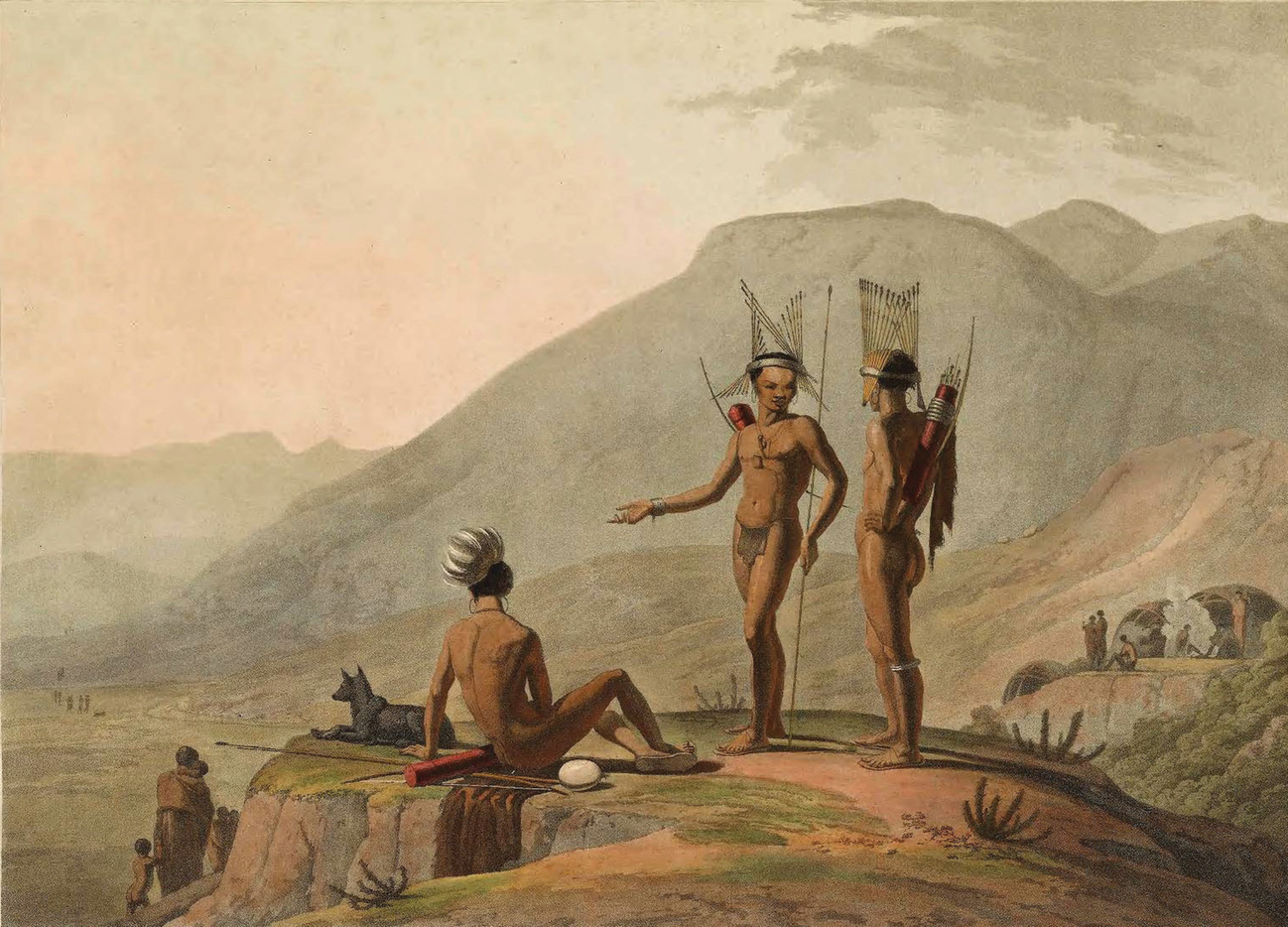
Hadjáratra készülő koikoik. 1804-es rajz

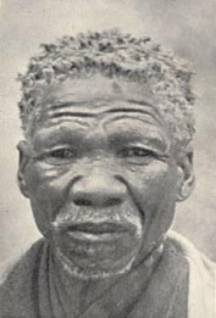
Fénykép egy koikoi férfiról.

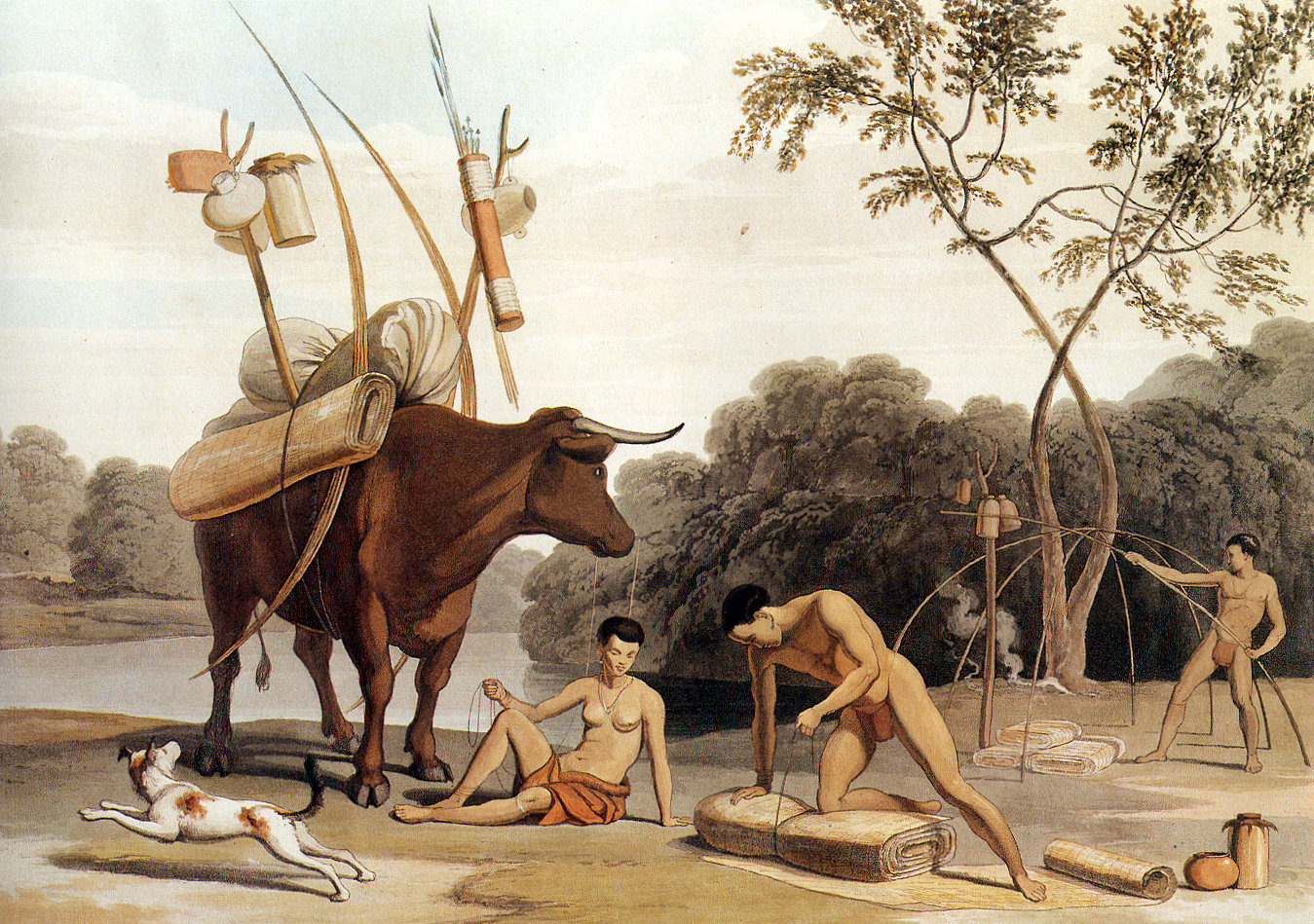
Nomád koikoik lebontják kunyhóikat (Samuel Daniell festménye, 1805).

A koikoi egy hagyományosan nomád pásztorkodó, a dél-Afrikai régióban élő őslakos nép megnevezése. Régebbi és ismertebb elnevezésük a hottentották volt, ezt a gyarmatosító hollandoktól kapták. A szó "dadogó"-t jelent, ami arra utalt, hogy az európaiak számára érthetetlenül beszélnek, a nyelvükben levő csettintő hangok miatt. Ez a megnevezés ma már sértőnek számít.
Gyakran a hagyományosan vadászó-gyűjtögető szan népekkel együtt csoportosítják őket, a két nép elfogadott megnevezése a koiszan népek. A „koikoi” megnevezés valójában egy megszólítás (a koi szó jelentése ember, a koikoi alakot emberi lény-ként lehetne lefordítani), nem pedig népnév, de a szakirodalomban etnikai kifejezésként használják Dél-Afrika koe nyelvű népeire, különösen a pásztorkodó csoportokra, mint például a grikva, gona, nama, koemana és damara törzsek. 
A koikoik feltehetően 100-200 ezer évvel ezelőtt váltak el a többi Dél-Afrikai népcsoporttól. A 17. században nagy Nguni szarvasmarha csordákat tartottak fenn Fokföldön. A koikoi nyelv rokonságban áll a Kalahári-sivatagban élő szanok nyelveivel, például a khwe és a tshwa népek nyelvjárásaival, így alkotva a koe nyelvcsoportot. 
Törzseik közül ma a legnagyobb csoport a Botswanában, Namíbiában, és a Dél-Afrikai köztársaságban élő namák (számos klánnal), Namíbiában a damara. A dél-Afrikai köztársaság területén az orána klánok (például a Ngqosini), a korenama, valamint a khosza nyelvű területeken élő gona klánok élnek.
A grikvák (Xirikua klán) a 19. században alakították ki saját etnikai identitásukat, és letelepedtek nyugat-Grikvaföldön. Később Kwazulu Natalban kelet-grikvaföld néven egy másik független államot hoztak létre, amely alig egy évtizeddel később elvesztette függetlenségét a britekkel szemben. Ugyanolyan klánokat alakítottak ki, mint a baszterek, akiket szintén „koikloi” népnek tekinthetünk.
Rokonságot mutatnak a szanokkal, mindkét népcsoport nyelve a koiszan nyelvek közé tartozik. A szanokkal együtt a bantuktól jól elkülöníthetők, de míg az előbbiek hagyományosan vadászó és gyűjtögető életmódot folytattak, a koikoik nomád állattenyésztéssel foglalkoztak és a szavannán szarvasmarhát legeltettek.

## Fizikai jellemzők
Világosbarna bőrű, alacsony termetű nép, hajuk göndör, a pofacsontjuk oldalt erősen kiáll, álluk hegyes.

## Történelem
A kaffer népek előbbi északi birtokaikról délfelé szorították őket, majd Afrika nyugati partján újból észak felé szorultak, ahol végül a 19. század végén letelepedtek. Számuk a 19. század végén már nem érte el a 100 ezret. Afrika gyarmatosítása során rezervátumokba szorították őket, ahol jelentős részük kihalt. Napjainkban legnagyobb alcsoportjuk a nama nép, akiknek száma 2011-ben kb 200 ezer fő volt. Napjainkban 230 ezren vannak.

### Korai történelem
A „koikoi” egy széles etnikai elnevezés, amely eredetileg egy egész Dél-Afrikában megtalálható pásztorkultúra és nyelvi csoport részét képező népcsoportott jelentett, feltehetően a mai Botswana északi területéről származó népességre utalt az elnevezés. Ez a kultúra folyamatosan terjedt dél felé, és végül körülbelül 2000 évvel ezelőtt elérte Fokföldet. A „koikoi” népcsoportok közé tartoznak a namák nyugaton, valamint a grikvák Közép-Dél-Afrikában és Kelet-Fokföldön. Mindkét kifejezés „vörös embereket” jelent, és a khosza nyelvű „amaqaba” kifejezéssel azonos. A régió termékeny völgyeiben legelésző juhok, kecskék és szarvasmarhák tartása biztosította a kiegyensúlyozott táplálkozást, és lehetővé tette ezen életmód elterjedését, nagyobb csoportok kialakulását a korábban önellátó gyűjtögető közösségek által elfoglalt területen. A feltételezések szerint a ntu nyelvű mezőgazdasági kultúra a Kr. u. 3. században jutott be a régióba, kiszorítva a pásztorkodó népeket a nyugati területekre. Az ǃUriǁ'ae (Magas klán), egy szarvasmarhatartó népesség és a !Uriǁ'aeǀ'ona (Magas klán gyermekei), egy többé-kevésbé helyhez kötött vándorló gyűjtögető népesség, mindkettő elfoglalta a mai Fokváros (koikoi nyelven ǁHuiǃgaeb) területét, azt mutatja, hogy a két életmód közötti szigorú megkülönböztetés nem indokolt, csakúgy, mint az ebből levezetett etnikai kategóriák. Azok a gyűjtögető népek, amelyek ideológiailag a felhalmozásmentességet mint társadalmi értékrendet vallják, különállóak, de a „koikoi pásztorok”, „vadászó-gyűjtögető szanok” és „bantu földművesek” megkülönböztetés nem felel meg a kutatások eredményeinek, és történelmi redukciónak tűnik. Bár a damarák és a többi koikoi nép kapcsolatának mértékeről több elmélet is létezik, tagadhatatlan, hogy eredetileg ők voltak Namíbia első lakói a szanokkal együtt, és mint ilyen, megkérdőjelezhető, hogy a namák és a damarák egyaránt részt vettek a koikoi nyelv kialakulásában, miközben dél felé vándoroltak. A bantu csoportok, például a hererók vándorlása után a damaránok kiszorultak a régióból, és elvándoroltak a mai Namíbia területére, ez abból is kitűnik, ahogyan a damarák hívják az országot.

### Az európaiak érkezése
A portugál felfedezők és kereskedők voltak az elsők, akik kapcsolatba kerültek a koikoi népekkel a 15. és 16. században. A  találkozások gyakran erőszakosak voltak. 1510-ben, a Salt River-i csatában Francisco de Almeida és ötven embere meghalt, csapatát legyőzték az !Uriǁ'aekua (holland helyesírással goringhaiqua, lefordítva ökörlovas klán harcosai, amely egyike volt a területen élő koikoi klánoknak, ugyanehez a csoporthoz tartoztak a "tengerparti sétálók" (!Uriǁ'aeǀ'ona, goringhaicona, angolul strandlopers) is, akik állítólag a mai !Ora nép ősei. 
A 16. század végén portugál, francia, dán, holland és angol, de főként portugál hajók rendszeresen megálltak az itt felépített kikötőben az India felé tartó út során. Dohányt, rezet és vasat cseréltek a térségben élő koikoi klánokkal, friss húsért cserébe.
A helyi lakosság száma csökkent, miután az európaiak révén himlőjárvány tört ki. Sok koikoi meghalt a betegségben, mivel kevesen voltak immunisak. Ez fokozódott, ahogy a holland Kelet-indiai Társaság a terjeszkedése során elkezdte bekeríteni a koikoi pásztorok hagyományos legelőterületeit, hogy aztán azok helyén gazdaságokat hozzanak létre. A következő évszázadban folyamatosan kiszorították őket a földjeikről. Kénytelenek voltak észak felé vándorolni, ez számos koikoi klán felbomlásához és újraszerveződéséhez, valamint hagyományos életformájuk kényszerű átalakításához vezetett.
Robert K. Hitchcock és Wayne A. Babchuk professzorok szerint „az európai gyarmatosítás korai szakaszában koikoi és a szan népek tízezrei vesztették életüket népirtás, gyilkosság, bántalmazás és betegségek következtében”.
A „vadászó bushmanok" (szanok) elleni népirtó rajtaütések vizsgálata során Louis Anthing megjegyezte: „Most úgy találom, hogy az események sokkal kiterjedtebbek, mint ahogyan az elsőre látszik. Nem tartom valószínűtlennek, hogy azt fogjuk látni, hogy a határ közelében élő farmerek majdnem mindegyike hasonló bonyodalomba keveredett ... Jelenleg csak a színesbőrű farmerekről (akiket Basztard-oknak neveznek) hallottam, hogy belekeveredtek ezekbe az ügyekbe.”
A koikoik hagyományos társadalmi szervezetét tehát a 17. század végétől kezdve a gyarmati terjeszkedés és a földfoglalás mélyen megrongálta. A társadalmi struktúrák felbomlásával sok koikoi telepedett le a farmokon, és lett szolga (háziszolga) vagy mezőgazdasági munkás; mások pedig beolvadtak a még fennmaradt klánokba. Georg Schmidt, egy morva szerzetes a szászországi Herrnhuti testvérek közül (ma Németország) 1738-ban megalapította Genadendalt, az első missziós állomást Dél-Afrikában a Riviersonderend-hegységben található Baviaanskloof-ban, a koikoik megtérítésére.

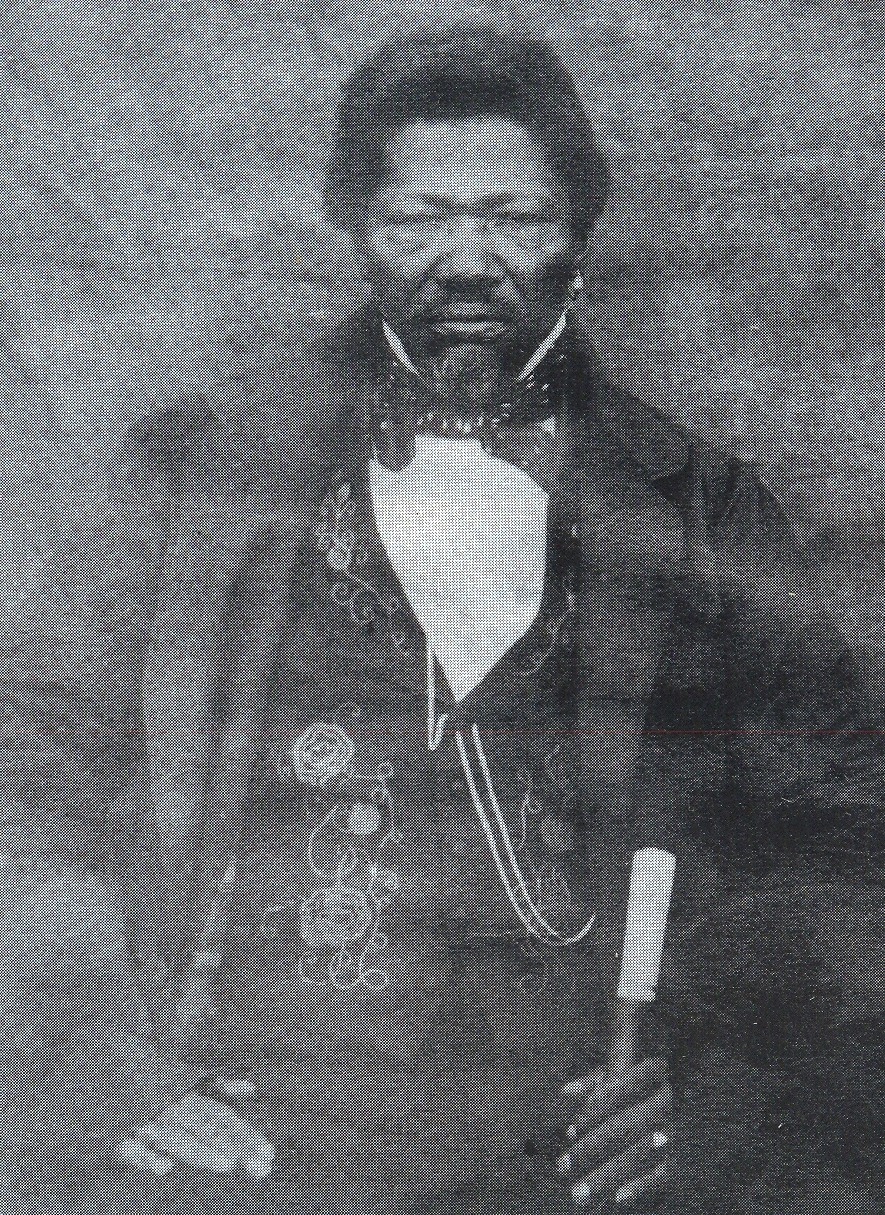
III. Adam Kok (Kok Ádám), a gríkvák vezére.

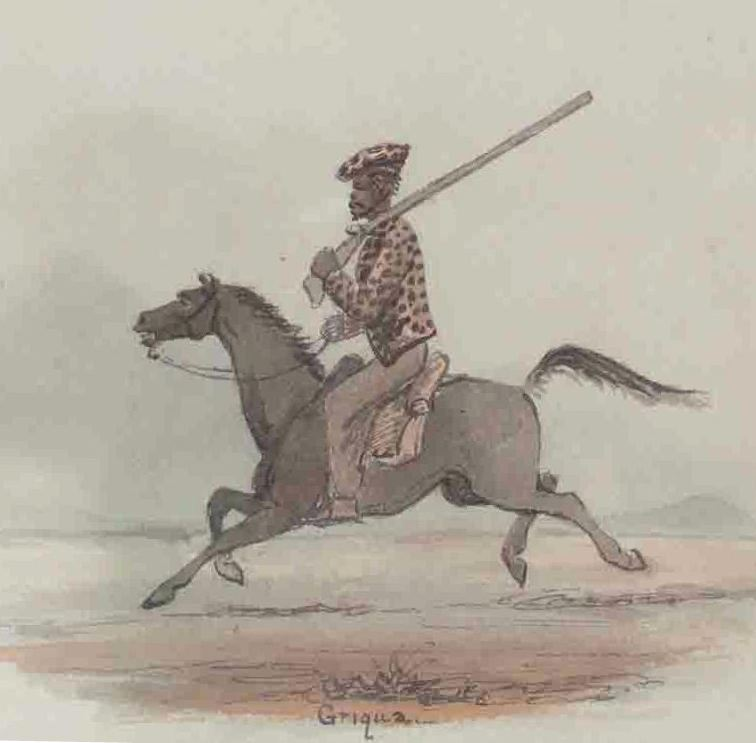
A koikoi mesterlövészek kulcsszerepet játszottak a khosza háborúkban.

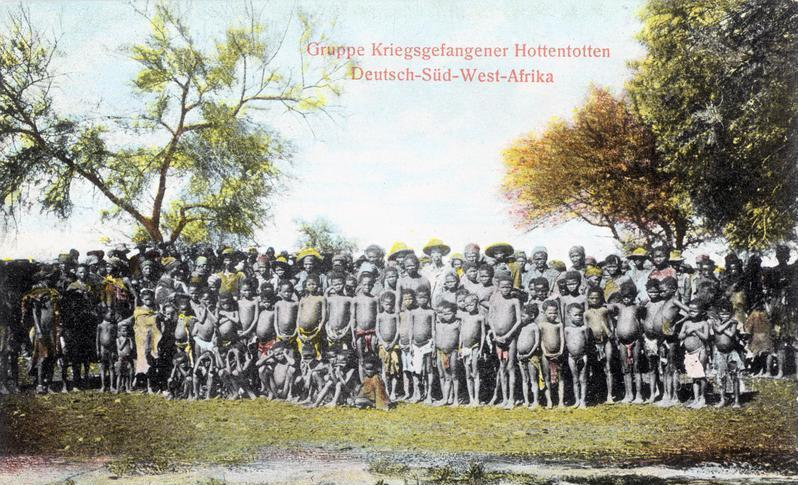
Koikoi foglyok a háború után. Német Délnyugat-Afrika, 1904.

A gyarmati időkben a „Baszter” elnevezés minden olyan koikoi klánra vonatkozott, amely valamilyen mértékben európai felmenőkkel rendelkezett, és átvett bizonyos nyugati kulturális szokásokat. Ezeket a csoportokat később gríkvák (Xirikua vagy Griekwa) néven ismerték, akkoriban „baszterek”-ként ismerték őket, és néhány esetben még ma is így nevezik őket, például a Richtersveld-i baszterek és a Namíbiai Rehoboth-i baszterek.
Talán a keresztény hittérítők tevékenységének hatására a Kok-dinasztia létrehozta nyugati Gríkvaföld és keleti Gríkvaföld államokat; ezeket később beolvasztották a Brit Birodalom Fokföld Gyarmatába.
A 18. század végétől kezdve az orlam közösségek a Fokföldtől északra, Namakvuföldre vándoroltak. Olyan helyeken telepedtek le, amelyeket korábban a namák foglaltak el. Részben azért költöztek el, hogy elkerüljék a besorozást a holland gyarmati hadseregbe, részben azért, hogy portyázzanak és kereskedjenek, vagy pedig azért, hogy pásztorkodásra alkalmas földeket szerezzenek. E kivándorló orlamok egy része (köztük a törvényen kívüli Jager Afrikaner és fia, Jonker Afrikaner által vezetett banda az oranje folyónál) megőrizte kapcsolatait a Fokföldi gyarmat határán vagy annak közelében élő orlam közösségekkel. A fokozatos búr terjeszkedés, majd a Fokföldön a brit uralom elől történő nagyarányú búr vándorlással szemben Jonker Afrikaner a 19. század közepére Namakvaföldre vezette népét, és egy ideig az orlamok félelmetes erővé váltak a namák felett és a bantu nyelvű hererókkal szemben.

### Kat River település (1829-1856) és koikoik aFokföldi Gyarmaton
Az 1800-as évek elejére a Fokföldön megmaradt koikoik a korlátozott polgári jogok és a földtulajdonra vonatkozó diszkriminatív törvények miatt sokat szenvedtek. Ezzel az ürüggyel a keleti körzetek nagyhatalmú főbiztosa, Andries Stockenstrom elősegítette a „Kat River” koi település létrehozását Fokföldi Gyarmat keleti határának közelében. Az indíték valószínűleg az volt, hogy egy ütközőzónát hozzanak létre Fokföld határán, de a térség kiterjedt termőföldjei lehetővé tették az emberek számára, hogy békében rendelkezzenek a földjükkel és közösségeket építsenek. A települések felvirágoztak és terjeszkedtek, és a Kat River hamarosan Fokföld nagy és sikeres régiójává vált, amely többé-kevésbé önállóan élt. A lakosság túlnyomórészt afrikaans nyelvű !Gonakua volt, de a település más, sokszínű csoportokat is kezdett vonzani.
A koikoik ekkoriban arról voltak ismertek, hogy nagyon jó mesterlövészek, és gyakran felbecsülhetetlen értékű szövetségesei voltak a Fokföldi Gyarmatnak a szomszédos khosza népekkel vívott határmenti háborúkban. A Gcaleka elleni hetedik határháborúban (1846-1847) a Kat River-i koikoi fegyvesek Andries Botha vezetésével kitüntették magukat az „Amatola-erődök” elleni támadásban. A fiatal John Molteno, (a későbbi miniszterelnök) egy vegyes etnikumú osztagot vezetett a támadásban, és később úgy dicsérte a koikoi-kat, hogy bátrabbak és kezdeményezőbbek voltak, mint a legtöbb fehér katonája.
Kelet-Fokföldön azonban továbbra is szigorú törvényeket alkalmaztak, hogy a koikoi-kat arra ösztönözzék, hogy hagyják el a Kat River régióban lévő földjeiket, és dolgozzanak munkásként a fehérek farmjain. A növekvő gyűlölet 1850-ben lángolt fel, amikor a khoszák fellázadtak a Fokföldi Kormány ellen, a koikoi-k elsőként csatlakoztak nagy számban a lázadókhoz. A lázadás leverése és a Fokföld 1853-as képviseleti kormányzásának biztosítása után az új Fokföldi Kormány igyekezett politikai jogokat biztosítani a koikoiknak, hogy megelőzze a faji elégedetlenséget a jövőben. William Porter főállamügyész híres mondása szerint „inkább találkozna egy hottentottával a gyűlésen, amikor a egy képviselőre szavaz, minthogy a vadonban találkozzon vele fegyverrel a vállán”. Így a kormány 1853-ban törvénybe iktatta a választójogot Fokföldön, amely előírta, hogy minden férfi állampolgár, aki megfelel egy alacsony vagyoni cenzusnak, bőrszíntől függetlenül jogosult szavazni és a parlamenti választásokon indulni. Ezt a nem faji alapelvet azonban az 1880-as évek végén az írásbeliségi teszt aláássa, majd később az apartheid-kormány eltörölte.

### Mészárlások Délnyugat-Afrikában
1904 és 1907 között a németek fegyvert fogtak az akkori Német-Délnyugat-Afrika területén élő koikoik és hererók ellen is. A konfliktusban több mint 10 000 nama, az akkori nama népesség több mint fele halhatott meg. Ez volt a legnagyobb mészárlás a koikoik ellen. A namák és a hererók mellett a népirtás kevésbé ismert áldozatai a damarák, akik népességük mintegy 57%-át vesztették el.

### Az apartheid idején
Az apartheid rendszer idején, amely a fehér felsőbbrendűséget hírdette, a koikoi-kat és más sötét bőrű afrikai őslakos népeket nagyon keményen elnyomottak. Egyesek úgy vélik, hogy a koikoik és a velük rokon népcsoportok voltak a leginkább kirekesztve az apartheid idején, amint arra Jacob Zuma, a Dél-Afrikai köztársaság 4. elnöke (2009-2018) is utalt 2012-es, a nemzet állapotáról szóló beszédében.
A koikoik egy részét az apartheid alatt „színesbőrűnek” minősítették. Bár ez azt jelentette, hogy néhány olyan kiváltságot kaptak, amelyet a „feketének” tekintett lakosság nem kapott meg (például nem kellett útlevéllel rendelkezniük), továbbra is ki voltak téve a hátrányos megkülönböztetésnek, a szegregációnak és az elnyomás más formáinak. Ezek közé tartozott a különféle törvények által kikényszerített áttelepítés, amely családokat és egész klánokat szakított szét. A történelmi közösségek elpusztítása és a „színesbőrűek” általános megjelölése (teljesen figyelmen kívül hagyva a koikoi népek sajátos kultúráját vagy klánrendszerét) hozzájárult a koikoi identitás és kultúra eltörléséhez, amelyet a mai koikoik mind a mai napig próbálnak visszaszerezni.
Az apartheid 1994-ben véget ért, és ezzel együtt a faji „színesbőrű” megjelölés is.

### A modern kor
Az apartheid után a koikoi aktivisták azon dolgoztak, hogy helyreállítsák elveszett kultúrájukat, és megerősítsék a szülőföldhöz való kötődésüket. A koikoi és koiszan csoportok bíróság elé vittek ügyeket, amelyekben kártérítést követeltek a „népirtás, kulturális pusztítás és a koiszan népek elleni diszkrimináció” miatt, valamint az európai múzeumokból származó koiszan holttestek visszaszolgáltatását szeretnék elérni.

## Kultúra

### Vallás
A koikoi népek mitológiája különleges jelentőséget tulajdonít a Holdnak, amelyet egy, az éggel kapcsolatos legfelsőbb lény fizikai megnyilvánulásának tekintettek. A Thiǁoab (Tsui'goab a nama és ǁGamab a damara mitológiában) szintén egy teremtő istenalaknak, és az egészség őrzője. A ǁGaunab nevű mitikus alak egy gonosz lény, aki betegséget vagy halált okoz. Sok koikoi áttért a kereszténységre, a Namíbiában élő muszlimok nagy százaléka a namák közül kerül ki.

### Világörökség
Az UNESCO elismerte a koikoi kultúrát azzal, hogy a Richtersveld botanikai és kultúrtájat a világörökség részévé nyilvánította. Ez a hegyekkel tarkított, sivatagos jellegű táj az utolsó olyan terület Afrika déli részén, ahol a namák még ma is folytathatják hagyományos nomád életformájukat. 
A Nemzetközi Csillagászati Unió a Mu¹ Scorpii kettőscsillag egyik tagjának koikoi nyelvű nevet adott: Xami di mûra („az oroszlán szemei”).

## Csoportjaik
A koikoi népek osztályozása nagyjából két csoportra osztható: északi koikoik és déli (Fokföldi) koikoik.

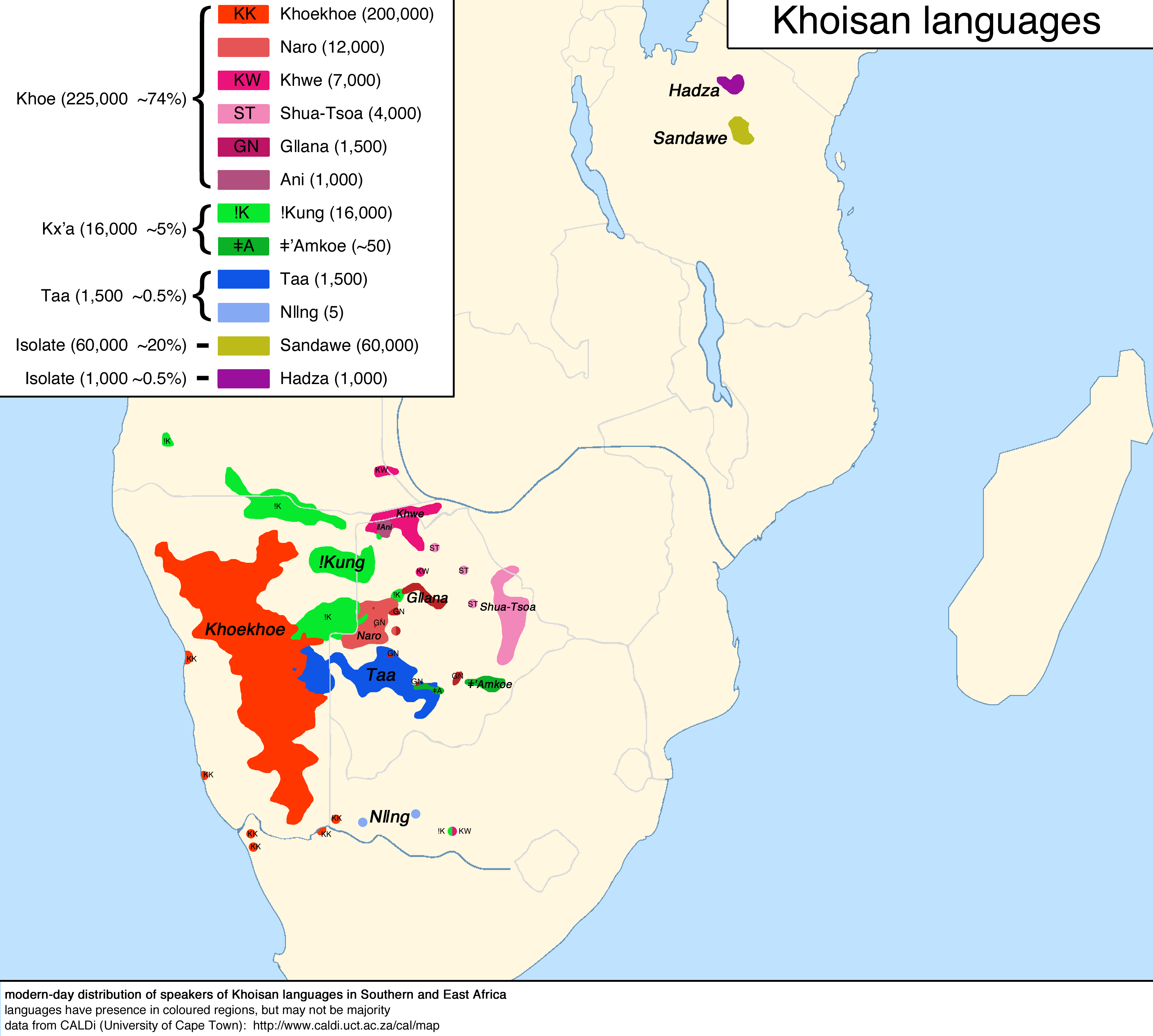
Angol nyelvű térkép a koiszan nyelvek jelenlegi elterjedéséről. A koikloi nyelvek vörös színnel jelölve.

### Északi koikoik
Az északi koikoik népcsoportján belül jól megkülönböztethető két alcsoport, a namák és a damarák, vagy ǂNūkhoen-ek. E két csoport mindegyike több klánra oszlik tovább. A nama klánok a következők:
- Khaiǁkhaun (vörös nemzet) Hoachanasban, a legnagyobb klán és a legrégebbi nama klán Namíbiában.
- ǀKhowesen (Hendrik Witbooi kapitány közvetlen leszármazottai), aki 1905. október 29-én a németekkel vívott csatában esett el. A |Khowesen-ek a mai Gibeonban élnek Ismael Hendrik Witbooi, a 9. gaob (kapitány) vezetésével. A Marientaltól 72 km-re délre és Keetmanshooptól 176 km-re északra, a B1-es autópálya mellett fekvő Gibeon eredetileg Khaxa-tsűs néven volt ismert. Nevét a ǀKhowesin első kapitányáról, Kido Witbooiról kapta.
- ǃGamiǂnun (Bondelswarts) Warmbad-ban.
- ǃGomen (északi Topnaars) Sesfontein-ben.
- ǂAonin (déli Topnaars) Rooibank-ban.
- ǃKharakhoen (Fransman namák) Gochas-ban. Miután 1905. január 15-én a Swartfonteini csatában a császári német Schutztruppe legyőzte őket, ez a nama csoport két részre szakadt. A ǃKharakhoen-ek egy része a botswanai Lokgwabéba menekült, és ott maradt véglegesen, akik Délnyugat-Afrika területén maradtak, törzsi központjukat Amper-Bóba helyezték át. 2016-ban David Hanse-t iktatták be a klán főnökévé.
- ǁHawoben (Veldschoendragers) Koës-ban.
- !Aman klán Bethanie-ban, amelyet Cornelius Frederick vezetett.
- ǁOgain (Groot Doden) Schlip-nél.
- ǁKhauǀgoan (Swartbooi namák) Rehoboth-ban, később Salem-ben, Ameib-ben és Franzfontein-ben.

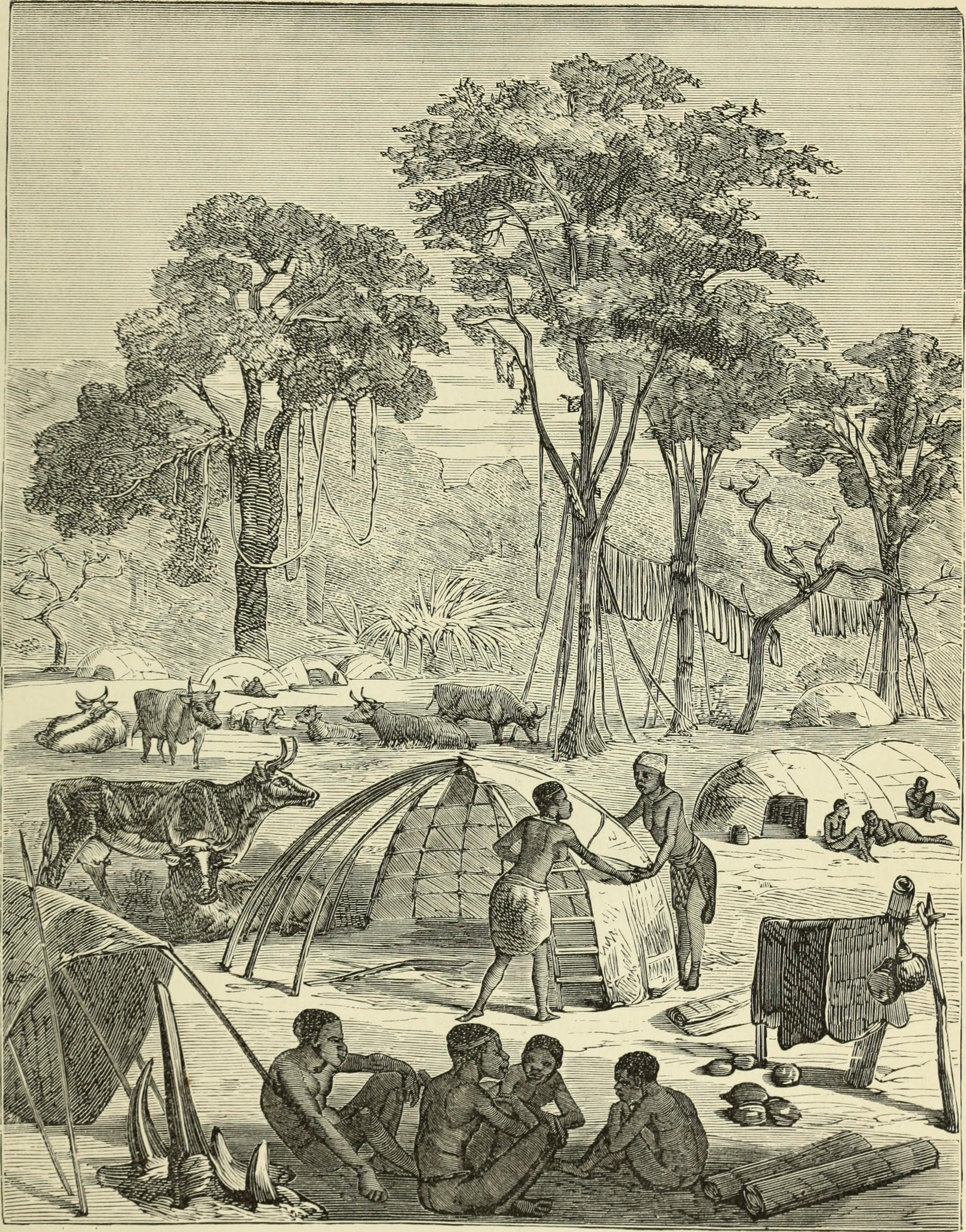
Koikoi tábor rajza ("civilizálatlan emberfajták a világ minden országában; átfogó beszámoló modorukról és szokásaikról, valamint fizikai, társadalmi, szellemi, erkölcsi és vallási jellemzőikről").

- Koikoi tábor rajza ("civilizálatlan emberfajták a világ minden országában; átfogó beszámoló modorukról és szokásaikról, valamint fizikai, társadalmi, szellemi, erkölcsi és vallási jellemzőikről").Kharoǃoan (Keetmanshoop-i namák) Hendrik Tseib vezetésével 1850 februárjában szakadt el a Vörös Nemzettől, és Keetmanshoop-ban telepedett le.

A namákhoz tartoznak az orlamok is, akik egy déli koikoi nép, vegyes felmenőkkel, akik észak felé vándoroltak az Oranje folyón át, és beolvadtak a nagyobb lélekszámú namák közé. Maguk az orlamok öt kisebb klánból állnak:
1. ǀAixaǀaen (afrikáner orlamok), az első csoport, amely Namíbiába érkezett és ott tartósan letelepedett. Vezetőjük, Klaas Afrikaner 1770 körül hagyta el a Fokföldi Gyarmatot. A klán először felépítette ǁKhauxaǃnas erődjét, majd Blydeverwacht-ba költözött, végül Windhoek-ben telepedett le.
2. ǃAman (Bethanie-i orlamok) a tizennyolcadik század fordulóján telepedett le Bethanie-ban.
3. Kaiǀkhauan (Khauas namák) az 1830-as években alakult ki, amikor a Vlermuis klán egyesült az Amraal családdal. Az ő településük lett Naosanabis (ma Leonardville), amelyet 1840-től kezdve elfoglaltak. Ez a klán a német birodalmi gyarmati hadsereg, a Schutztruppe által 1894-ben és 1896-ban elszenvedett katonai vereség után megszűnt létezni.
4. ǀHaiǀkhauan (Bersebai orlamok) 1850-ben alakult, amikor a Tibot és a Góliát családok kiváltak a ǃAmanból, és megalapították Bersebát.
5. ǀKhowesin (Witbooi orlamok) ez az altörzs volt az utolsó, amely letelepedett Namíbiában. Ők az Orange folyótól délre fekvő Pellából származtak. Központjuk Gibeon lett.

Ezek a nama csoportok Namíbia nagy namakvaföld régiójában élnek. Vannak kisebb nama klánok is, amelyek az Oranje folyótól délre, a Dél-Afrikai köztársaság északnyugati részén található kis namakvaföld régióiban élnek.

### Déli koikoik

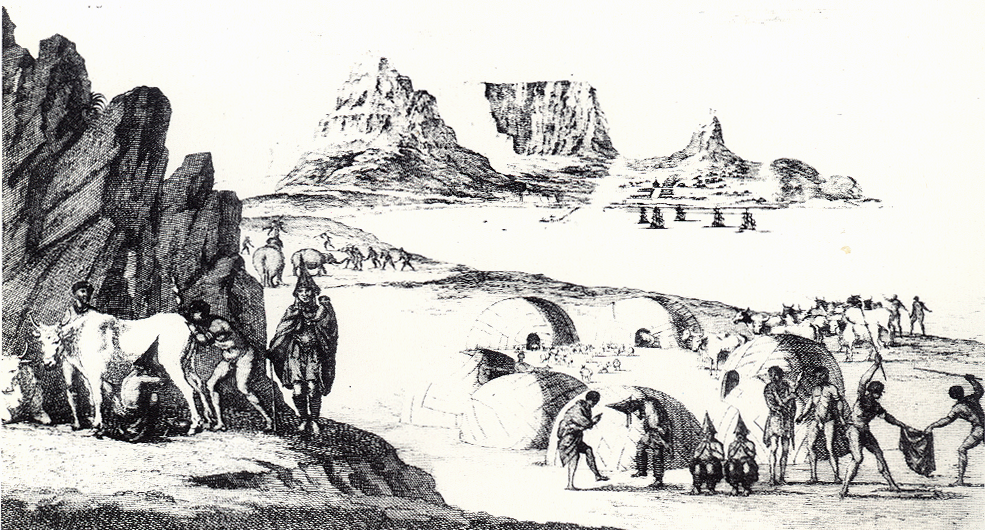
Egy koikoi település Table Bay-ben, Abraham Bogaert Historische Reizen című, 1711-ben megjelent munkájának metszete szerint.

A déli koikoi népek (a Jóreménység-fok fontossága miatt néha tévesen fokföldi koikoiknak nevezik őket) A Dél-Afrikai köztársaság délnyugati partvidékén, Nyugat-fokföld és a Kelet-fokföld tartományokban élnek. Négy alcsoportra oszthatók: Keleti-fokföldiek, Közép-fokföldiek, Nyugati-fokföldiek, és Félszigeti koikoik. Ezen alcsoportok mindegyike tovább oszlik klánokra és altörzsekre, amelyek a koikoi kormányzati forma szerves részét képezik.
Keleti-fokföldiek
- Hoengeykua.
- Damasonkua.
- Gonakua.

Közép-fokföldiek
- Inkua (más néven „Humcumkua”).
- Houtunkua.
- Gamtobakua (lehetséges, hogy a Houtunkua alcsoport egyik törzse volt).
- Attakua.
- Gourikua.
- CsamakuaKoikoi kraal, 1727.

Nyugat-fokföldiek
- Csainouokua.

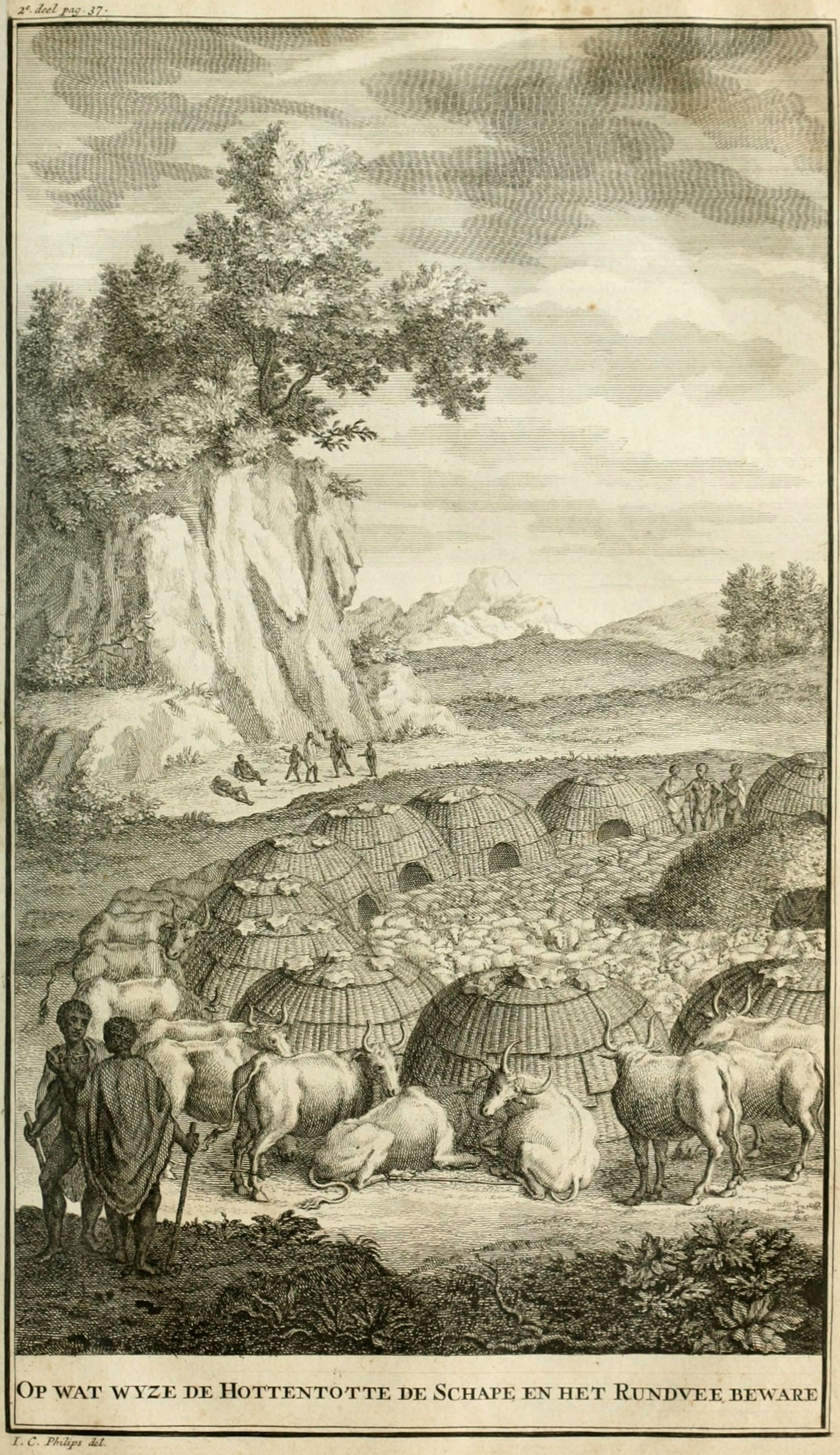
Koikoi kraal, 1727.

- Havekua (más néven „Obikua”, lehetséges, hogy a Csainoukua klán egyik altörzse volt)
- Cochokua.
- Hessekua
- Csairigurikua.
- !Amaǁua (más néven „Omaqua”).

Félszigeti koikoik
- Goringhaikua: a Goringhaikona és a Goracsoukua két klán egyesüléséből megalakult egységes törzsszövetség.

A Dél-afrikai Köztársaságban a grikva az egyetlen koikoi alcsoport, amely még létezik a 21. században. Nagyon kevesen beszélik a grikva nyelvet.

## Korai európai elméletek a koikoik eredetéről

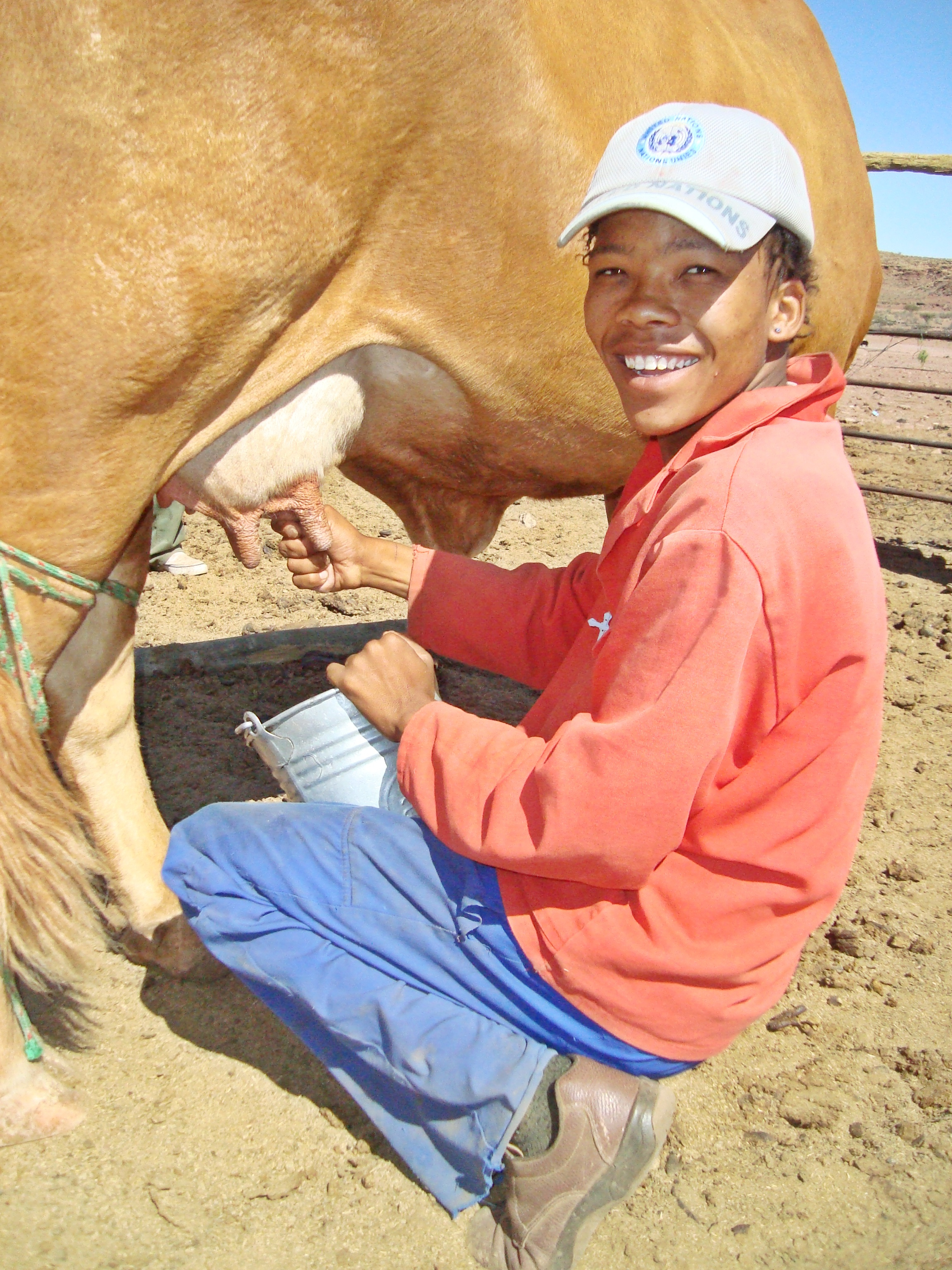
Tehenet fejő nama törzsi fiú (2012)

Az 1859-ben kiadott, megrendelésre készült "a zulu nyelv nyelvtana és szótára" (angolul: grammar and dictionary of the zulu language) című könyv azt vetette fel, hogy a koikoik Egyiptomból származnak, ez akkoriban népszerű elmélet volt. Az indoklásban szerepeltek a koikloi népek kultúrájában (feltételezett) jellegzetes kaukázusi elemei, a „holdimádat szokása”, az óegyiptomiakkal való nyilvánvaló hasonlóság, valamint a szomszédaiktól „nagyon eltérő nyelv”. A könyv szerint „a mai kor legjobb nyelvészei ... feltűnő hasonlóságokat találnak a kettő között”.

## Fordítás
- Ez a szócikk részben vagy egészben  a   Khoekhoe című angol Wikipédia-szócikk ezen változatának fordításán alapul.  Az eredeti cikk szerkesztőit annak laptörténete sorolja fel. Ez a jelzés csupán a megfogalmazás eredetét és a szerzői jogokat jelzi, nem szolgál a cikkben szereplő információk forrásmegjelöléseként.